# Balleskatten
Balleskatten er et depotfund, der blev gjort i Balle på Djursland. Det er et af de største møntfund fra Danmark. Det består af 12.121 mønter, en drikkekande i sølv, en mindre sølvkop, smykker og klædebeslag. Den yngste af mønterne er dateret til 1658, hvilket indikerer, at skatten blev begravet i begyndelsen af Karl Gustav-krigene, hvor Karl 10. Gustav af Sveriges tropper hærgede Jylland.

## Opdagelse
Balleskatten blev fundet d. 12. februar 1968, da en bulldozer arbejdede på en ny parkeringsplads til Balle Postkontor. Den blev fundet af arbejdsmændene Marius Jensen (Attrup Kær) og Charles Sørensen (Ny Balle). Agnete Jørgensen fra Balle Postkontor var med til at kontakte Djursland Museum. Udgravningerne blev udført af Hovesen. Jensen og Sørensen modtog senere 12.000 kr i danefæ-belønning.